# 부디노

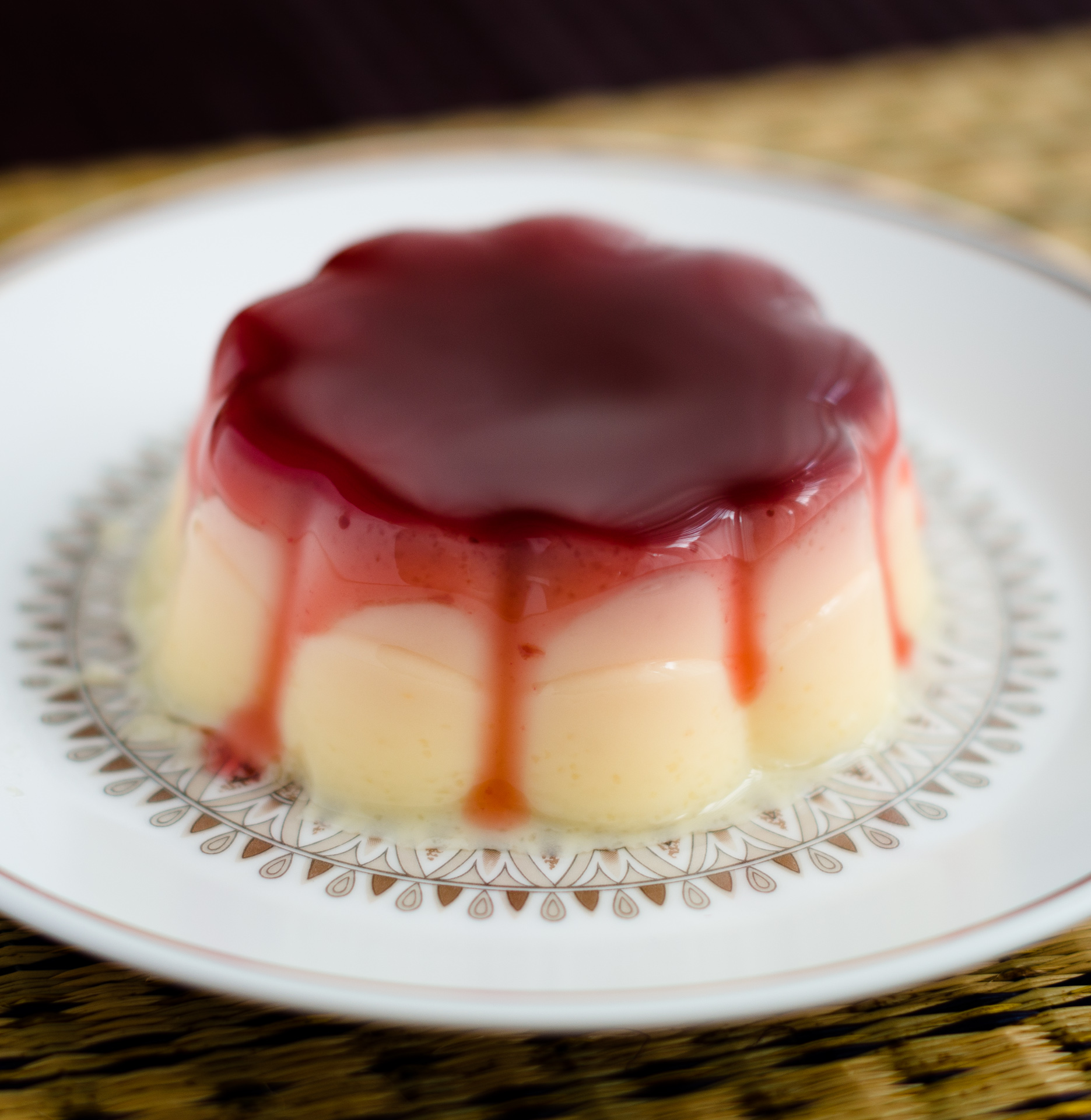

부디노(이탈리아어: budino)는 이탈리아의 디저트 요리이다. 커스터드나 푸딩을 많이 넣어서 달콤한 요리인데 처음에는 중세 소시지에서 유래했다. 형태상으로는 영국식 푸딩과 유사하다. 부디노는 이태리어로 커스터드 혹은 푸딩을 뜻한다. 위에는 초콜릿, 카라멜, 사과 등을 첨가하여 향을 낸다.